# Taguedit
Taguedit (Tigdit en kabyle) qui signifie « la chouette»), est une commune du sud-est de la wilaya de Bouira dans la région de Arabe en Algérie.